# Laurie Records
Laurie Records war ein US-amerikanisches Musiklabel aus New York City.
Das Label wurde 1958 von den Brüdern Gene und Bob Schwartz zusammen mit Alan Sussell gegründet. Im April 1958 veröffentlichte das Label seine erste Single überhaupt: I Wonder Why. Das Lied war der Durchbruch für Dion and the Belmonts. Die erfolgreichsten Künstler des Labels waren Ende der 1950er Jahre Dion and the Belmonts (A Teenager In Love) und Anfang der 1960er Jahre Dion (The Wanderer, Runaround Sue).
Anfang der 1980er Jahre übernahm EMI (damals EMI-Capitol) das Unternehmen. Dabei änderte sich sein Name in 3C Records. 3C stand für  Continental Communications Corporation. 

## Künstler (Auswahl)
- The Chiffons
- Gary U. S. Bonds
- Dion and the Belmonts
- Dion
- The Equals
- Gerry & the Pacemakers
- Bobby Goldsboro
- The Jarmels
- The Mystics